# 도넛맨
도넛맨(Donutman, 본명: 송양원, 1991년 1월 27일 ~ )은 대한민국의 래퍼로 소속 크루는 FISB, Clarity이다.

## 경력
세종대학교 산업디자인학과를 졸업했으며 2008년에는 자신의 첫 믹스테이프를 발표했다. 2009년에는 소울 컴퍼니에서 주최한 《아에이오우 어?! 컴피티션》에서 우승을 차지했고 2010년부터는 힙합플레이야 자작녹음게시판에 본인이 직접 녹음한 음악을 게재했다.
2016년에 엠넷에서 방송된 힙합 오디션 프로그램 《Show Me The Money 5》에서 출연하여 2차 예선에서 3 PASS를 기록하면서 통과했고 3차 예선에서는 브레이와의 1대1 대결에서 승리했다. 팀 선정 과정을 통해 길 & 매드클라운 팀에 합류했으나 일리네어 팀에 소속되어 있던 플로우식과의 팀 미션 디스 배틀에서 패배하면서 탈락했다. 2018년에 엠넷에서 방송된 《Show Me The Money 777》에서는 배기성과 함께 마미손의 노래 《소년 Jump》의 피처링을 담당했다.
2019년에 엠넷에서 방송된 《Show Me The Money 8》에서는 2차 예선에서 6 PASS를 기록하면서 통과했으며 3차 예선에서도 6 PASS를 기록하면서 통과했다. 크루 결정전에서는 40 CREW 2군에 편성되었고 4차 예선에서는 블라세와의 1대1 대결에서 승리했다. 크루 대항전 성격을 띤 5차 예선, 음원 배틀 성격을 띤 6차 예선을 모두 통과했다. 크루 디스 배틀을 띤 7차 예선에서 칠린호미를 상대로 승리를 기록했다. 하지만 크루 리벤지 배틀 성격을 띤 8차 예선에서 펀치넬로에게 큰 표차로 패하면서 탈락했다.

## 음반 목록
- 2017년 9월 28일 정규 1집 《R A I N B O W》

### 기타 앨범
- 2008년 8월 15일 《Donutman - mixtape 1》
- 2009년 8월 14일 《Rappin' time》
- 2011년 7월 5일 《RAPPIN' TIME 2》
- 2013년 12월 19일 《Young & Gifted》
- 2014년 5월 19일 《Young & Lifted》
- 2014년 11월 3일 《Welcome To The Game》
  - 1. 《Welcome To The Game》
  - 2. 《데려갈게 (Feat. The Quiett)》
- 2014년 11월 10일 《Hunnit Stack$》
- 2015년 2월 6일 《Puff Puff Pass It》
- 2016년 1월 3일 《Real One》
- 2016년 1월 8일 《Fight The Feeling》
- 2016년 1월 26일 《Good》
- 2016년 10월 19일 《Lost In Melodies Part 1》
  - 1. 《갈매기》
  - 2. 《Christin (Everyday)》
- 2016년 10월 25일 《Leavin'》
- 2016년 10월 25일 《Icy》
- 2017년 1월 5일 《힙합의 원리》
- 2018년 2월 28일 《How To Love》
- 2018년 4월 30일 《Science Love》
- 2018년 7월 12일 《Rainy Day》
- 2018년 8월 13일 《We Need Love》
- 2019년 1월 25일 EP 《CHANGE CLOTHES》
- 2019년 2월 22일 《New World》
- 2019년 4월 26일 《My Dick Ain't Free》